# Yánnis Smaragdís
Yánnis Smaragdís, en grec moderne : Γιάννης Σμαραγδής, né en 1946 dans la région d'Héraklion, est un réalisateur et scénariste grec.

## Biographie
Yánnis Smaragdís étudie le cinéma en Grèce et en France. Il débute avec un premier court-métrage en 1972. Il réalise de nombreux documentaires pour le cinéma et la télévision, ainsi que des longs-métrages.

## Filmographie sélective
- 1996 : Cavafy (film biographique sur Constantin Cavafy)
- 2007 : El Greco, les ténèbres contre la lumière (docufiction)
- 2012 : Dieu aime le caviar
- 2017 : Kazantzakis (sorti le 23 novembre 2017 en Grèce). Traite de la vie du romancier Níkos Kazantzákis.